# Фриман, Оскар

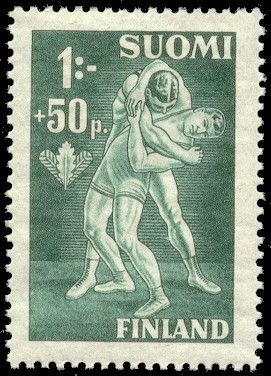
Фриман на почтовой марке Финляндии, 1945 год

Оскар Давид Фриман (фин. Oskar David «Oskari» Friman, 1893—1933) — двукратный олимпийский чемпион по греко-римской борьбе, выступавший в полулёгком и лёгком весе.

## Спортивная карьера
В 1920 году — победа на Олимпиаде в Антверпене.
В 1921 году — победа на чемпионате мира в Хельсинки.
В 1924 году — победа на Олимпиаде в Париже.
Помимо олимпийских соревнований, 15 раз подряд выигрывал чемпионаты Финляндии, побеждал на чемпионатах Северных стран.
Именем Фримана назван изобретённый им захват. В спортивных кругах его называли «Инженер борьбы». Считалось, что для Фримана важнее всего свалить соперника на ковёр, и тогда исход встречи уже был решён: вывернуться из его захвата не удавалось почти никому.
В начале тридцатых годов работал главным тренером национальной команды борцов Швеции, затем Финляндии. До перехода на тренерскую работу трудился кузнецом. Некоторое время держал мясницкую лавку на Выборгском рынке.
Скончался от сердечного приступа. Похоронен на Сорвальском кладбище в Выборге, где в 2013 году был восстановлен ранее утраченный надгробный памятник на его могиле.